# لوسيان كونتر
لوسيان كونتر (بالفرنسية: Lucien Konter)‏ (12 أغسطس 1925 في لوكسمبورغ - 20 سبتمبر 1990) هو لاعب كرة قدم لوكسمبورغي في مركز مهاجم ‏، شارك في الألعاب الأولمبية الصيفية 1948. ولعب مع نادي رودانغ 91.

## وصلات خارجية
- لوسيان كونتر على موقع الاتحاد الدولي (مؤرشف)  (الإنجليزية)
- لوسيان كونتر على موقع قاعدة بيانات كرة القدم.إي يو (الإنجليزية)
- لوسيان كونتر على موقع أوليمبيديا (الإنجليزية)